# 三村孝仁
三村 孝仁（みむら たかよし、1953年6月18日 - ）は日本の実業家。テルモ代表取締役会長、日本医療機器テクノロジー協会会長、日本医療機器産業連合会副会長等を経て、オートバックスセブン取締役、三井化学取締役、日本特殊陶業取締役。

## 人物・経歴
大阪府出身。1977年関西大学社会学部卒業、テルモ入社。2002年執行役員に昇格。2003年取締役執行役員。2004年取締役上席執行役員。2007年取締役常務執行役員。2010年取締役専務執行役員。2011年泰尓茂（中国）投資有限公司董事長兼総経理。同年中国統轄。2017年から代表取締役会長を務め、5カ年中期経営計画にあたった。
関西大学客員教授、日本医療機器テクノロジー協会副会長、医療機器業公正取引協議会副会長、テルモ生命科学芸術財団理事長なども歴任。2019年日本医療機器テクノロジー協会会長、日本医療機器産業連合会副会長。2022年テルモ顧問、オートバックスセブン取締役、三井化学取締役。2023年日本特殊陶業取締役。